# Хелмут Бергер
Хелмут Бергер (на немски: Helmut Berger, роден Helmut Steinberger) е австрийски актьор, номиниран за „Златен глобус“.

## Биография и творчество
Хелмут Бергер е роден на 29 май 1944 г. в Бад Ишъл, Австрия, но прекарва детството си в Залцбург и посещава френски колеж във Фелдкирх.
На осемнадесет години заминава за Лондон да учи актьорско майсторство.
Бергер е бисексуален. През 1964 г. се запознава с Лукино Висконти и така започва тяхната професионална и интимна връзка до смъртта на Висконти през 1976 г. След смъртта му, Бергер изпада в депресия и дори прави опит за самоубийство.
След като учи лингвистика в университета Перуджи в Перуджа, се мести в Рим. Той говори свободно немски, френски, италиански и английски език.
Едни от най-известните филми в които участва са „Залезът на боговете“, „Лудвиг“, „Семеен портрет в интериор“ и „Кръстникът 3“.
През 1994 г. Бергер се жени за Франческа Гуидато.
Хелмут Бергер умира на 18 май 2023 г. 11 дни преди 79-ят си рожден ден.

## Избрана филмография
| година | филм                       | оригинално заглавие              | роля                                            | режисьор            |
| ------ | -------------------------- | -------------------------------- | ----------------------------------------------- | ------------------- |
| 1967   | Вещиците                   | Le streghe                       | Сервитьор                                       | Лукино Висконти     |
| 1969   | Залезът на боговете        | La caduta degli dei              | Мартин фон Есенбек                              | Лукино Висконти     |
| 1970   | Градината на Финци-Контини | Il giardino dei Finzi-Contini    | Алберто                                         | Виторио Де Сика     |
| 1972   | Лудвиг                     | Ludwig                           | Лудвиг II Баварски                              | Лукино Висконти     |
| 1974   | Семеен портрет в интериор  | Gruppo di famiglia in un interno | Конрад Хюбел                                    | Лукино Висконти     |
| 1975   | Романтичната англичанка    | The Romantic Englishwoman        | Томас                                           | Джоузеф Лоузи       |
| 1990   | Кръстникът 3               | The Godfather: Part III          | Фредерик Кензинг, швейцарски банкер на Ватикана | Франсис Форд Копола |
| 2019   | Свобода                    | Liberté                          | Графът на Валшен                                | Алберт Сера         |